# كلاوديو فاسكيز
كلاوديو فاسكيز (بالإسبانية: Claudio Vázquez)‏ (6 فبراير 1988 بمدينة مكسيكو في المكسيك - ) هو مدرب كرة قدم ولاعب كرة قدم مكسيكي في مركز الوسط.